# Camelot (série de televisão)
Camelot é uma série de televisão britânica criada por Chris Chibnall e Michael Hirst. É co-produzido pela rede de canal a cabo Starz e TV GK, que começaram a produção durante o verão de 2010. A série é baseada na lenda do Rei Artur e produzido por Graham King, Morgan O'Sullivan e Michael Hirst. No Brasil vai ao ar pelo Globosat HD desde 2 de julho de 2011.
Na TV aberta, a Band estreia a série a partir de terça, dia 31 de março de 2015, com exibição diária, às 00h05.

## Sinopse
Com a morte súbita do Rei Uther, o caos ameaça engolir a Grã-Bretanha. Quando o mago Merlin tem visões de um futuro sombrio, ele ajuda o jovem e impetuoso Arthur, um jovem que desde o nascimento é criado como um plebeu e que tem total desconhecimento de sua linhagem real, para tomar a coroa. Mas a fria e meticulosa meia-irmã de Arthur vai lutar até o fim, convocando as forças não naturais para reivindicar a coroa nesta batalha épica pelo controle.

## Elenco

### Principal
- Jamie Campbell Bower como Rei Arthur
- Joseph Fiennes como Merlin
- Eva Green como Morgana
- Tamsin Egerton como Guinevere
- Peter Mooney como Kay
- Claire Forlani como Igraine
- Philip Winchester como Leontes
- Clive Standen como Gawain
- Chipo Chung como Vivian

### Secundário
- Jesse Spencer como Rei Hem
- James Purefoy como Rei Lot
- Diarmaid Murtagh como Brastias
- Sebcomotian Spence como Lucan
- Tyler Kennington como Albion
- Jamie Downey como Ulfius
- Lara Jean Chorostecki como Bridget
- Daragh O'Malley como Leodegrance
- Sean Pertwee como Sir Ector
- Colin Maher como Duque de Cornwall